# Convergență punctuală
În analiza matematică, noțiunea de convergență punctuală sau convergență simplă indică modul cum un șir de funcții converge către o anumită funcție.
Un caz particular al acesteia îl constituie convergența uniformă.

## Definiție
Fie {\displaystyle (f_{n})_{n}} un șir de funcții, {\displaystyle f_{n}:[a,b]\to \mathbb {R} .}
Se spune că șirul {\displaystyle (f_{n})_{n}} este punctual convergent pe {\displaystyle [a,b]} către f pentru {\displaystyle n\to \infty } și se scrie {\displaystyle f_{n}{\overset {PC}{\longrightarrow }}f} dacă {\displaystyle f_{n}(x_{0})\to f(x_{0})} (în {\displaystyle \mathbb {R} }) pentru {\displaystyle \forall x_{0}\in [a,b].}

## Cazul seriilor de funcții
Se consideră seria de funcții {\displaystyle \sum _{n=1}^{\infty }f_{n}(x).}
Mulțimea valorilor {\displaystyle x} pentru care seria este convergentă se numește mulțimea de convergență a seriei, iar funcția {\displaystyle f:[a,b]\to \mathbb {R} } astfel încât {\displaystyle f(x)=\lim _{n\to \infty }S_{n}(x),\;\;S_{n}(x)=\sum _{i=1}^{n}f_{i}(x)} se numește suma seriei.
Definiție.
Seria {\displaystyle \sum _{n=1}^{\infty }f_{n}} este simplu (punctual) convergentă către funcția {\displaystyle f} dacă șirul sumelor parțiale {\displaystyle (S_{n}(x))_{n}} este simplu (punctual) convergent către {\displaystyle f.}
Seria {\displaystyle \sum _{n=1}^{\infty }f_{n}} este absolut convergentă dacă seria {\displaystyle \sum _{n=1}^{\infty }|f_{n}|} este simplu convergentă.